# Gamma Knife

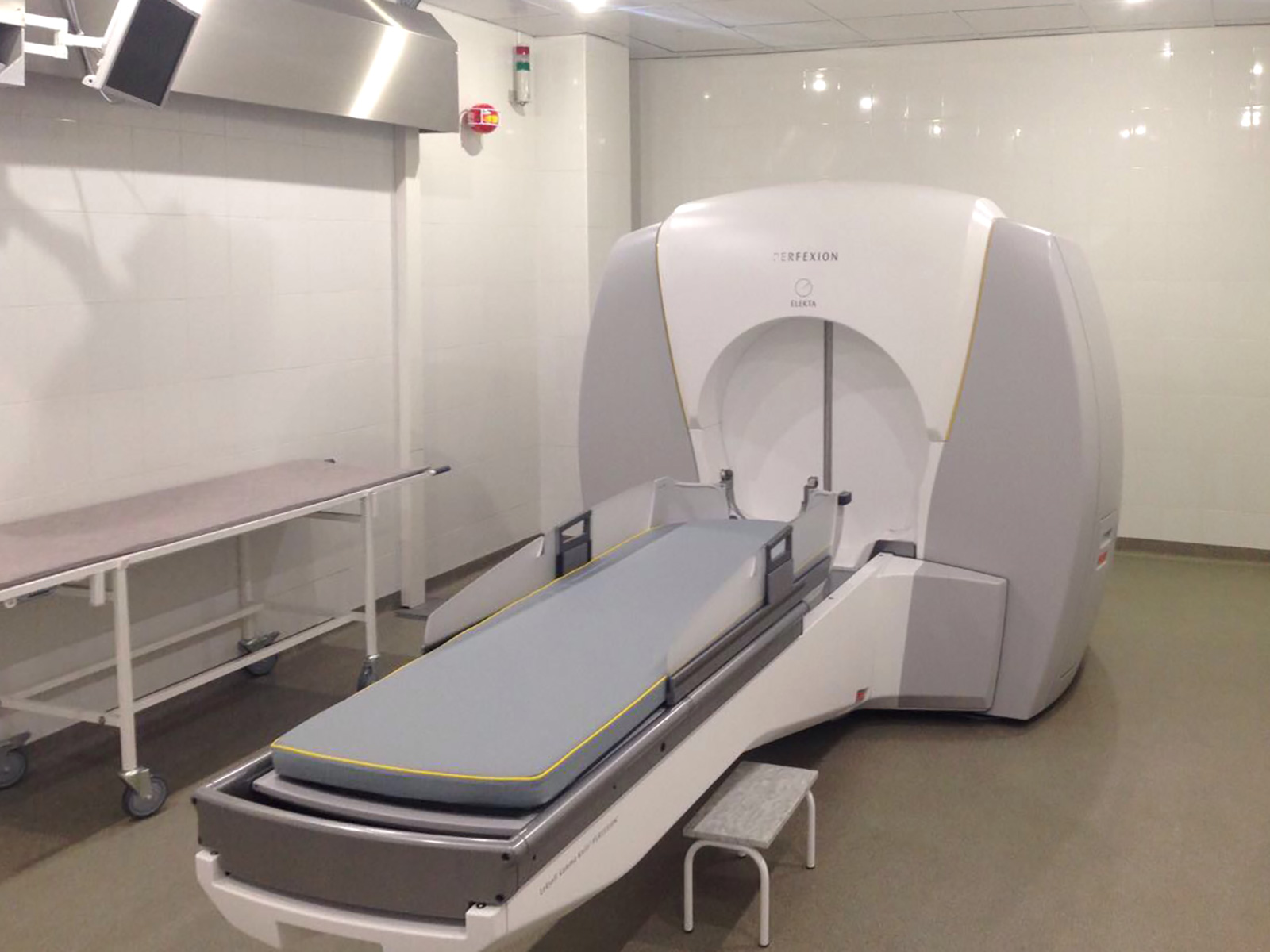
Gamma-Knife della svedese Elekta AB

Il Gamma knife (anche conosciuto come il Leskell Gamma knife) creato dalla Elekta AB una compagnia pubblica svedese, è usato per il trattamento dei tumori cerebrali con l’utilizzo della terapia di radiazioni di cobalto ad alta intensità in modo da concentrare la radiazione su un piccolo volume.

## Storia
Il macchinario è stato inventato nel 1968 all'Istituto Karolinska a Stoccolma da Lars Leksell e dal radiobiologo Borje Larsson dall’università di Uppsala, sempre in Svezia. Il primo Gamma Knife fu comprato dagli Stati Uniti attraverso un accordo tra il neurochirurgo americano Robert Wheeler Rand e Leksell e fu donato all’Università della California nel 1979.

## Funzionamento
Una Gamma Knife contiene 192 sorgenti di Cobalto-60, posizionate in una matrice emisferica in un assemblaggio pesantemente schermato. Un sistema di collimazione fa convergere la radiazione gamma emessa dalle sorgenti in un unico punto. Il paziente indossa un casco stereotassico fissato al cranio: questo permette un posizionamento preciso del tumore nel punto in cui convergono le radiazioni. Per ogni paziente viene eseguito un piano di trattamento personalizzato in cui, mediante l'utilizzo di diversi "shots", viene creata la distribuzione di dose desiderata sul target e i tessuti sani circostanti. 

## Terapia
La terapia con Gamma Knife, come tutta la radioterapia, utilizza le radiazioni ionizzanti per uccidere le cellule tumorali cercando di risparmiare i tessuti sani circostanti. La Gamma Knife è una delle possibili tecniche (insieme ad Linac e Cyber Knife) per eseguire la radiochirurgia; è particolarmente indicata in quanto garantisce una buona conformazione della distribuzione di dose sul tumore, grandienti molto elevati e quindi un buon risparmio dei tessuti sani.
A differenza della radiochirurgia con Linac la terapia prevede il posizionamento di un casco che viene fissato con delle viti direttamente al cranio del paziente.

## Effetti curativi
La radiochirurgia con Gamma Knife ha dimostrato efficacia per i pazienti con i tumori cerebrali benigni o maligni fino a 4 centimetri di dimensione, con le malformazioni vascolari come le malformazioni arterovenose (AVM), con il dolore e altri problemi funzionali. Per il trattamento della nevralgia del trigemino, la procedura può essere utilizzata ripetutamente sui pazienti. Le complicazioni acute dopo Radiochirurgia Gamma Knife sono rare e sono legate alla condizione del paziente trattato.In Italia il Prof. Mortini applica questa tecnica.